# Odvos

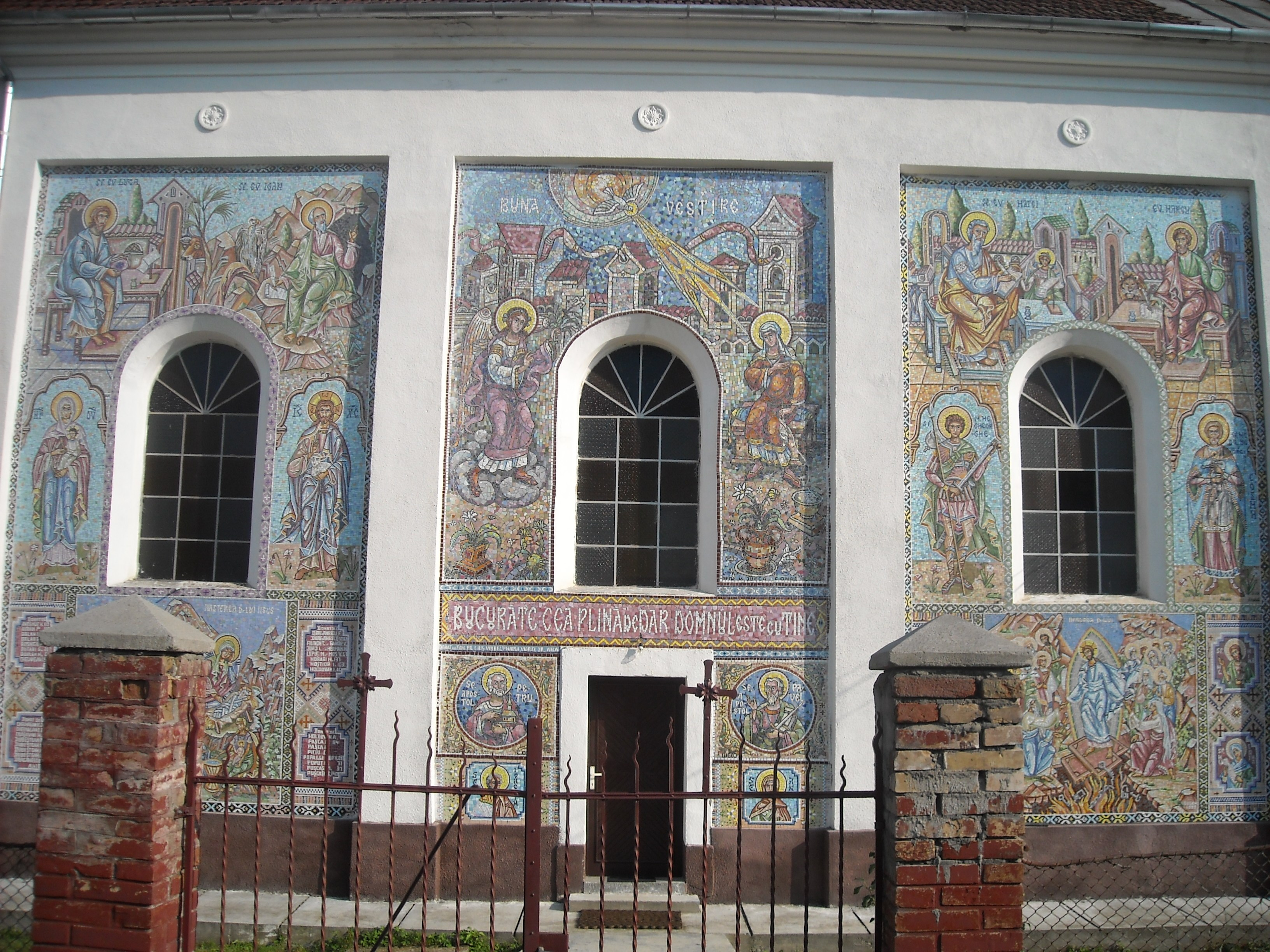
Mozaik az ortodox templom falán

Odvos, 1910 és 1918 között Odvas (románul: Odvoș) falu Romániában, Arad megyében.

## Fekvése
Lippától 14 km-re keletre, a Maros jobb partján fekszik.

## Története
Először 1440-ben, Oldwas néven említették. A középkorban a solymosi uradalomhoz tartozott.
1784 novemberében a felkelők feldúlták nemesi kúriáit.
1880-ban Márki Sándor így írt a faluról: „..a még megmaradt kevés kath. német ugy akarja magát megkülönböztetni az oláhoktól, hogy faházait rendesen kereszttel jelöli meg. […] Az 1089 lakos egyébiránt a kézműiparban főleg kosarak fonásával vesz részt. Bérczes, sziklás határukban elég bőven terem a kukoricza, és berzenczei szilva; erdejük nagy és szép. A parasztok nehány kék- és homokkő-bányát is művelnek, természetesen minden gond nélkül.”
1895-ben id. Konopi Kálmán 2050 holdas uradalmának 76%-a volt erdő és 15%-a szántó.
1896-ban 71 odvosi és milovai lakos állami, magyar tannyelvű iskolát kért az Arad vármegyei alispántól. 1897-ben az id. Konopi Kálmán földbirtokos által fölajánlott épületben megnyílt az állami népiskola, ugyanekkor megszűnt ortodox iskolája. 1902-ben magyar óvodát is létrehoztak.

## Népessége
- 1900-ban 1177 lakosából 1066 volt román és 108 magyar anyanyelvű; 1070 ortodox, 79 római katolikus és 21 zsidó vallású.
- 2002-ben 500 lakosából 488 volt román nemzetiségű; 402 ortodox és 83 pünkösdista vallású.

## Látnivalók
- A Konopi-kastély 1800 után épült, egy a 17. század második feléből való udvarház alapjaira, klasszicista stílusban. A második világháború után úttörőtáborok helyszíneként szolgált. A rossz állapotú, parkkal körülvett kastélyt a család visszakapta, de nincs pénze a felújításra.
- A kastélyhoz tartozó katolikus kápolnát 1769 és 1774 között építették.
- Az ortodox templom 1868 és 1870 közt épült, egy korábbi fatemplom helyén. Dísze a külső falán található mozaik.

## Híres emberek
- Itt született 1880-ban, itt gazdálkodott 1911-től és itt is halt meg 1947-ben Konopi Kálmán növénynemesítő. Az 1920-as években itt kísérletezte ki az Odvosi 3, 156, 241 és 427 nevű búzafajtákat. A katolikus templom tövében temették el.
- Itt töltötte gyermekkorát az 1850-es évek első felében Paál László festőművész. Édesapja a falu postamestere volt.

## Külső hivatkozások
- Képek a faluról (magyarul)
- Képek a kastélyról

## Képek

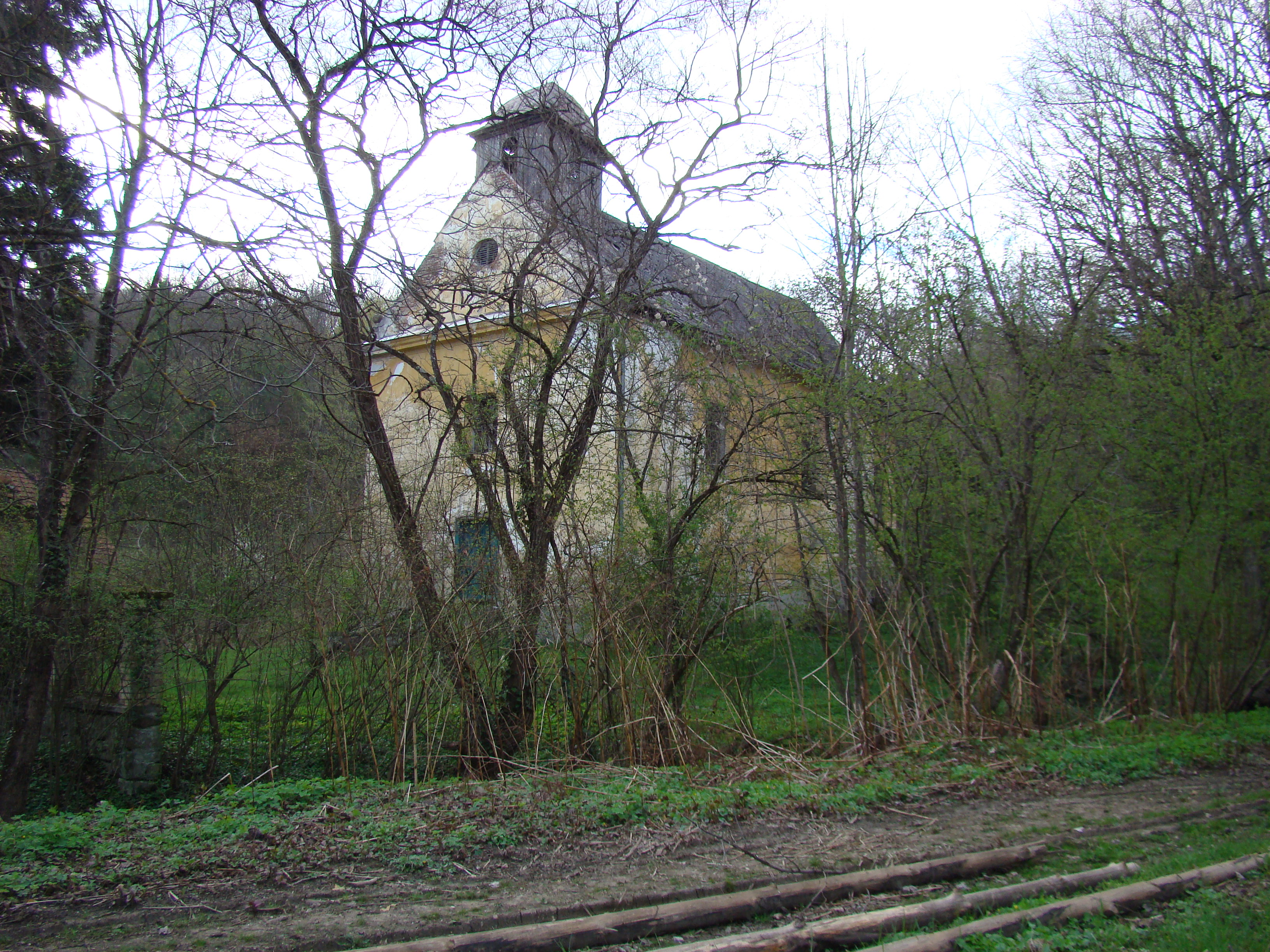
A kastély római katolikus kápolnája
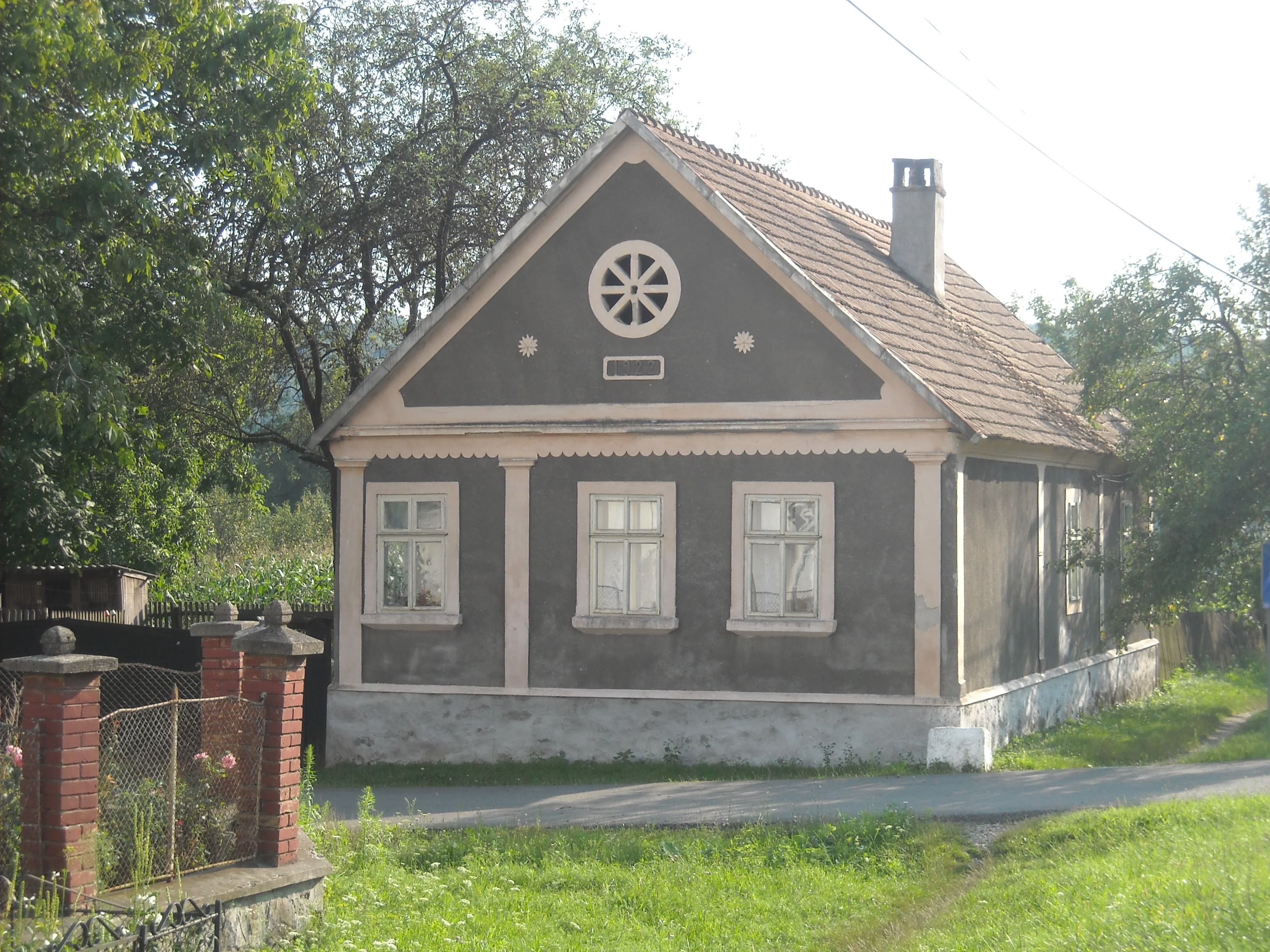
1924-ben épült odvosi ház